# Gonatodes atricucullaris
Gonatodes atricucullaris este o specie de șopârle din genul Gonatodes, familia Gekkonidae, descrisă de Mary Noble în anul 1921. Conform Catalogue of Life specia Gonatodes atricucullaris nu are subspecii cunoscute.